# Quiry-le-Sec
Quiry-le-Sec est une commune française située dans le département de la Somme, en région Hauts-de-France.

## Géographie

### Localisation
Quiry-le-Sec est un village picard de l'Amiénois aux confins de la Somme avec l'Oise.
À vol d'oiseau, la localité est située à 8 km au nord-est de Breteuil, 10 km au sud d'Ailly-sur-Noye, 14 km à l'ouest de Montdidier, 25 km au sud-est d'Amiens et à 33 km au nord-est de Beauvais.
Le territoire de la commune est limitrophe de ceux de cinq communes.
Les communes limitrophes sont Rocquencourt, Rouvroy-les-Merles, Coullemelle, Esclainvillers et Folleville.

### Hydrographie
La commune est située dans le bassin Artois-Picardie. Elle n'est drainée par aucun cours d'eau.

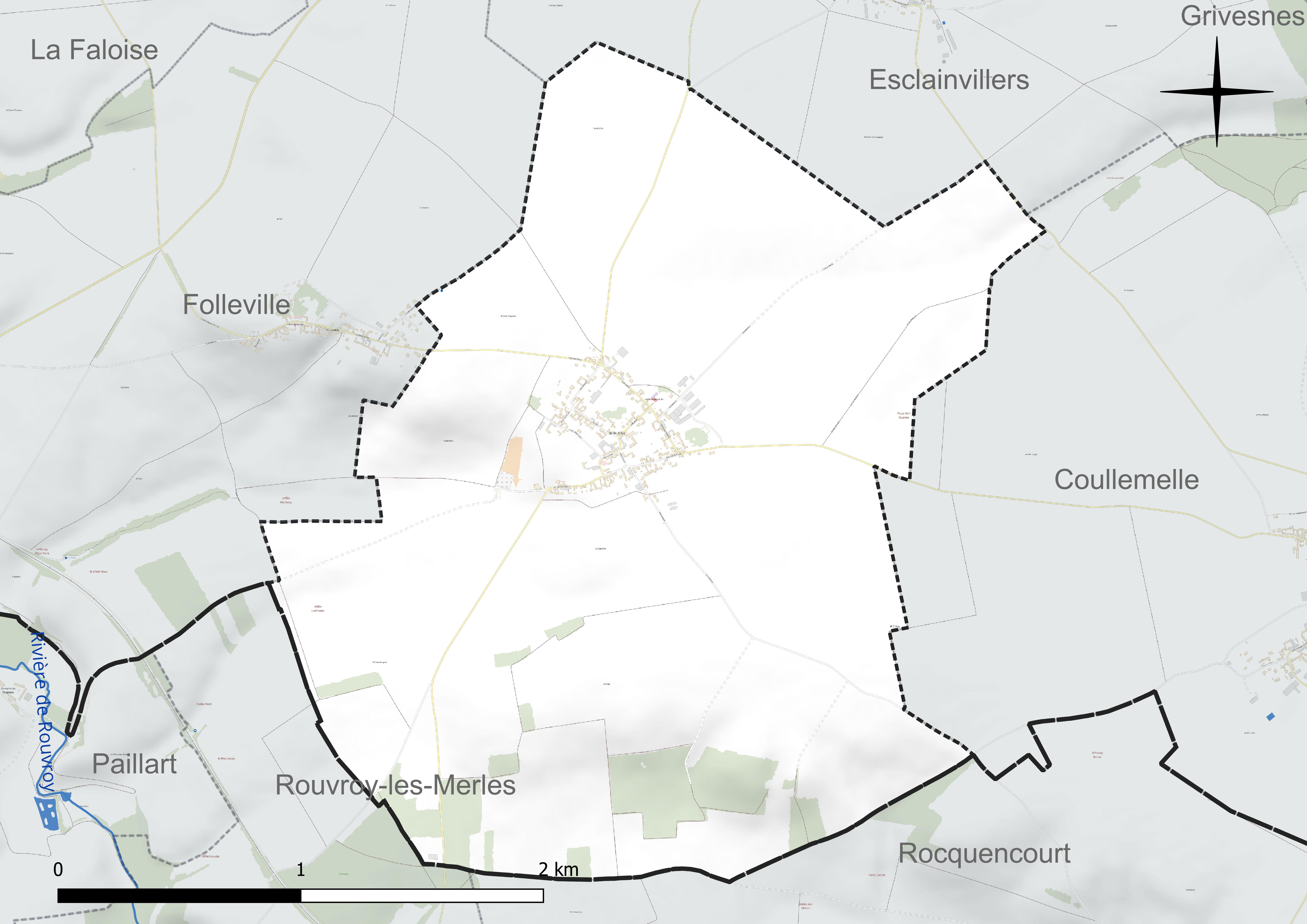
Réseau hydrographique de Quiry-le-Sec.

### Climat
Pour des articles plus généraux, voir Climat des Hauts-de-France et Climat de la Somme.
En 2010, le climat de la commune est de type climat océanique dégradé des plaines du Centre et du Nord, selon une étude du CNRS s'appuyant sur une série de données couvrant la période 1971-2000. En 2020, Météo-France publie une typologie des climats de la France métropolitaine dans laquelle la commune est exposée à un climat océanique et est dans la région climatique Nord-est du bassin Parisien, caractérisée par un ensoleillement médiocre, une pluviométrie moyenne régulièrement répartie au cours de l'année et un hiver froid (3 °C).
Pour la période 1971-2000, la température annuelle moyenne est de 10,2 °C, avec une amplitude thermique annuelle de 14,5 °C. Le cumul annuel moyen de précipitations est de 748 mm, avec 12 jours de précipitations en janvier et 8,4 jours en juillet. Pour la période 1991-2020, la température moyenne annuelle observée sur la station météorologique la plus proche, située sur la commune de Rouvroy-les-Merles à 3 km à vol d'oiseau, est de 10,7 °C et le cumul annuel moyen de précipitations est de 647,9 mm,. Pour l'avenir, les paramètres climatiques de la commune estimés pour 2050 selon différents scénarios d'émission de gaz à effet de serre sont consultables sur un site dédié publié par Météo-France en novembre 2022.
| Mois                                  | jan.           | fév.           | mars           | avril         | mai           | juin          | jui.           | août           | sep.          | oct.          | nov.             | déc.           | année      |
| ------------------------------------- | -------------- | -------------- | -------------- | ------------- | ------------- | ------------- | -------------- | -------------- | ------------- | ------------- | ---------------- | -------------- | ---------- |
| Température minimale moyenne (°C)     | 1,2            | 1,1            | 2,6            | 3,9           | 7,2           | 10            | 12             | 12             | 9,5           | 7,3           | 4,2              | 1,8            | 6,1        |
| Température moyenne (°C)              | 3,9            | 4,4            | 7              | 9,5           | 12,9          | 16            | 18,2           | 18,2           | 15,1          | 11,5          | 7,2              | 4,4            | 10,7       |
| Température maximale moyenne (°C)     | 6,6            | 7,7            | 11,5           | 15,2          | 18,6          | 21,9          | 24,5           | 24,5           | 20,6          | 15,6          | 10,3             | 7              | 15,3       |
| Record de froid (°C) date du record   | −18,6 07.01.09 | −12,9 07.02.12 | −11,5 13.03.13 | −6,6 07.04.21 | −3,2 03.05.21 | −2 05.06.1991 | 2,3 04.07.1990 | 2,1 08.08.1990 | −1,3 30.09.18 | −6,2 28.10.03 | −10,8 24.11.1998 | −17,2 18.12.10 | −18,6 2009 |
| Record de chaleur (°C) date du record | 15,2 27.01.03  | 20 24.02.1990  | 24,3 31.03.21  | 27,1 19.04.18 | 30,8 27.05.05 | 36,4 18.06.22 | 41,5 25.07.19  | 39,7 06.08.03  | 34,7 08.09.23 | 29,2 01.10.11 | 20,1 01.11.14    | 17 07.12.00    | 41,5 2019  |
| Précipitations (mm)                   | 52,4           | 42,9           | 46,1           | 43,2          | 57,4          | 54,2          | 59,7           | 58,1           | 49,1          | 57,8          | 57,2             | 69,8           | 647,9      |

## Urbanisme

### Typologie
Au 1er janvier 2024, Quiry-le-Sec est catégorisée commune rurale à habitat dispersé, selon la nouvelle grille communale de densité à sept niveaux définie par l'Insee en 2022.
Elle est située hors unité urbaine. Par ailleurs la commune fait partie de l'aire d'attraction d'Amiens, dont elle est une commune de la couronne,. Cette aire, qui regroupe 369 communes, est catégorisée dans les aires de 200 000 à moins de 700 000 habitants,.

### Occupation des sols
L'occupation des sols de la commune, telle qu'elle ressort de la base de données européenne d'occupation biophysique des sols Corine Land Cover (CLC), est marquée par l'importance des territoires agricoles (89,4 % en 2018), une proportion identique à celle de 1990 (89,4 %). La répartition détaillée en 2018 est la suivante : 
terres arables (89,4 %), forêts (5,4 %), zones urbanisées (5,2 %). L'évolution de l'occupation des sols de la commune et de ses infrastructures peut être observée sur les différentes représentations cartographiques du territoire : la carte de Cassini (XVIIIe siècle), la carte d'état-major (1820-1866) et les cartes ou photos aériennes de l'IGN pour la période actuelle (1950 à aujourd'hui).

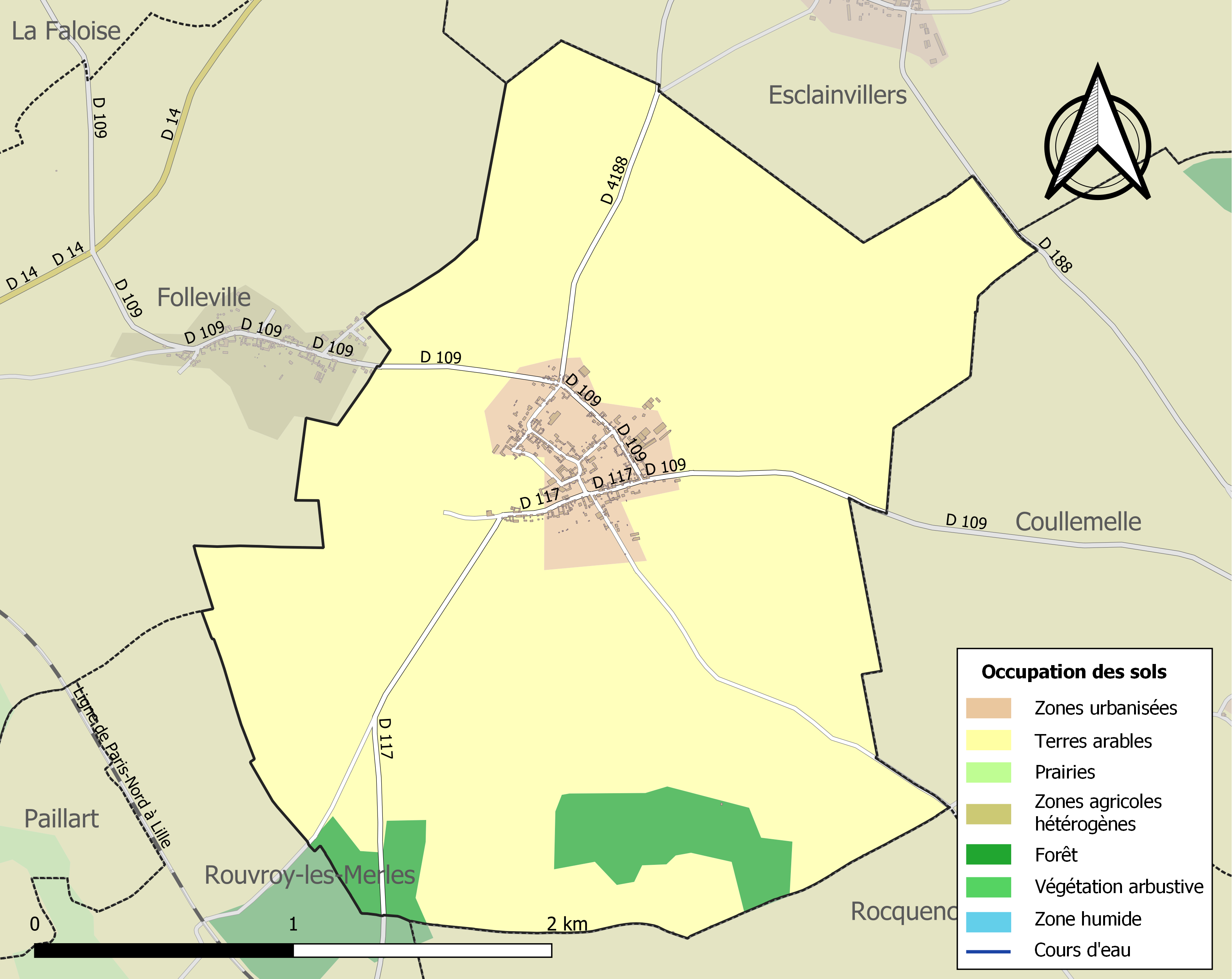
Carte des infrastructures et de l'occupation des sols de la commune en 2018 (CLC).

### Voies de communication et transports
En 2019, le village est desservi par les lignes d'autocars du réseau Trans'80, Hauts-de-France, tous les jours sauf le dimanche et les jours fériés (ligne no 41, Montdidier - Ailly-sur-Noye - Amiens).

## Toponymie
Cuiry est la première mention, relevée dans le dénombrement de la terre de Nesle en 1230. Puis, Kieri  de 1231 à 1331 dans le cartulaire noir de Corbie. Dans le cartulaire Nehémias de Corbie, l'orthographe de Quiery se rapproche de la forme actuelle, en 1238. Quiry-le-Sec figure dans les coutumes de Montdidier en 1567.

## Histoire
Première Guerre mondiale
Le village a subi des destructions pendant la Première Guerre mondiale.

## Politique et administration

### Rattachements administratifs et électoraux
La commune se trouve dans l'arrondissement de Montdidier du département de la Somme. Pour l'élection des députés, elle fait partie depuis 2012 de la quatrième circonscription de la Somme.
Elle fait partie depuis 1801 du canton d'Ailly-sur-Noye, qui a été modifié et agrandi dans le cadre du redécoupage cantonal de 2014 en France.

### Intercommunalité
La commune était membre de la communauté de communes du Val de Noye, créée par un arrêté préfectoral du 11 mai 2001, et qui succédait, conformément aux dispositions de la Loi Chevènement, au district du Val de Noye, créé en 1994.
Dans le cadre des dispositions de la loi portant nouvelle organisation territoriale de la République du 7 août 2015, qui prévoit que les établissements publics de coopération intercommunale (EPCI) à fiscalité propre doivent avoir un minimum de 15 000 habitants, la préfète de la Somme propose en octobre 2015 un projet de nouveau schéma départemental de coopération intercommunale (SDCI) prévoyant la réduction de 28 à 16 du nombre des intercommunalités à fiscalité propre du département.
Après des hypothèses de regroupement des communautés de communes du Grand Roye (CCGR), du canton de Montdidier (CCCM), du Santerre et d'Avre, Luce et Moreuil, la préfète dévoile en octobre 2015 son projet qui prévoit la « des communautés de communes d'Avre Luce Moreuil et du Val de Noye », le nouvel ensemble de 22 440 habitants regroupant 49 communes,. À la suite de l'avis favorable des intercommunalités et de la commission départementale de coopération intercommunale en janvier 2016 puis des conseils municipaux et communautaires concernés, la fusion est établie par un arrêté préfectoral du 22 décembre 2016, qui prend effet le 1er janvier 2017.
La commune est donc désormais membre de la communauté de communes Avre Luce Noye (CCALN).

### Liste des maires
| Période                                  | Période                      | Identité         | Étiquette | Qualité                                                                  |
| ---------------------------------------- | ---------------------------- | ---------------- | --------- | ------------------------------------------------------------------------ |
| Les données manquantes sont à compléter. |                              |                  |           |                                                                          |
| juin 1995                                | 2014                         | Patrick Georget  |           |                                                                          |
| 2014                                     | mai 2020                     | Patrice Dalrue   |           | Exploitant agricole Vice-président de la CC Avre Luce Noye (2017 → 2020) |
| mai 2020,                                | En cours (au 9 juillet 2020) | Roseline Demorsy |           |                                                                          |

## Population et société

### Démographie
L'évolution du nombre d'habitants est connue à travers les recensements de la population effectués dans la commune depuis 1793. Pour les communes de moins de 10 000 habitants, une enquête de recensement portant sur toute la population est réalisée tous les cinq ans, les populations de référence des années intermédiaires étant quant à elles estimées par interpolation ou extrapolation. Pour la commune, le premier recensement exhaustif entrant dans le cadre du nouveau dispositif a été réalisé en 2008.

En 2022, la commune comptait 313 habitants, en évolution de −3,99 % par rapport à 2016 (Somme : −1,26 %, France hors Mayotte : +2,11 %).
| 1793 | 1800 | 1806 | 1821 | 1831 | 1836 | 1841 | 1846 | 1851 |
| ---- | ---- | ---- | ---- | ---- | ---- | ---- | ---- | ---- |
| 552  | 578  | 616  | 591  | 648  | 638  | 626  | 576  | 575  |

| 1856 | 1861 | 1866 | 1872 | 1876 | 1881 | 1886 | 1891 | 1896 |
| ---- | ---- | ---- | ---- | ---- | ---- | ---- | ---- | ---- |
| 551  | 516  | 524  | 492  | 450  | 414  | 422  | 402  | 418  |

| 1901 | 1906 | 1911 | 1921 | 1926 | 1931 | 1936 | 1946 | 1954 |
| ---- | ---- | ---- | ---- | ---- | ---- | ---- | ---- | ---- |
| 400  | 370  | 371  | 403  | 386  | 360  | 317  | 327  | 354  |

| 1962 | 1968 | 1975 | 1982 | 1990 | 1999 | 2006 | 2008 | 2013 |
| ---- | ---- | ---- | ---- | ---- | ---- | ---- | ---- | ---- |
| 334  | 293  | 251  | 210  | 229  | 270  | 297  | 305  | 328  |

| 2018 | 2022 | - | - | - | - | - | - | - |
| ---- | ---- | - | - | - | - | - | - | - |
| 325  | 313  | - | - | - | - | - | - | - |

### Enseignement
En 2011, la commune fait partie d'un regroupement pédagogique intercommunal réunissant 9 communes. Les classes de maternelle sont implantées à Quiry-le-Sec et Coullemelle ; les classes élémentaires à Grivesnes et Sourdon.
Pour l'année scolaire 2018-209, 52 élèves sont scolarisés à Quiry-le-Sec.
En 2024, seules les communes de Coulemelle, Grivesnes, Quiry-le-Sec et Sourdon possèdent une école. Le RPI accueille 120 élèves ; la cantine est rénovée dans la salle des fêtes de Coullemelle.
La communauté de communes gère la compétence pour les transports scolaires.
Les collégiens se rendent à Ailly-sur-Noye, Montdidier ou Moreuil et les lycéens à Montdidier ou Amiens.

### Sports
Le jeu de longue paume est une véritable institution dans le village. L'équipe locale a été championne de France. Elle a remporté jusqu'à 20 coupes en une année.

## Culture locale et patrimoine

### Lieux et monuments
- Église Saint-Pierre-et-Saint-Paul de Quiry-le-Sec[39]. Datée du XVe siècle, elle possède une décoration caractéristique du gothique finissant[40].

Elle contient des fonts baptismaux du XVe siècle. Son autel en forme de tombeau et le tabernacle sont du XVIIIe siècle. On peut également noter des lambris  dans le chœur de style Louis XV et des bancs à balustres. Des œuvres d'art sacré sont inscrites aux monuments historiques.
- Le terrain de longue paume, situé à l'entrée du village côté Coullemelle, a été conservé et entretenu.
- Jardin du château[44].

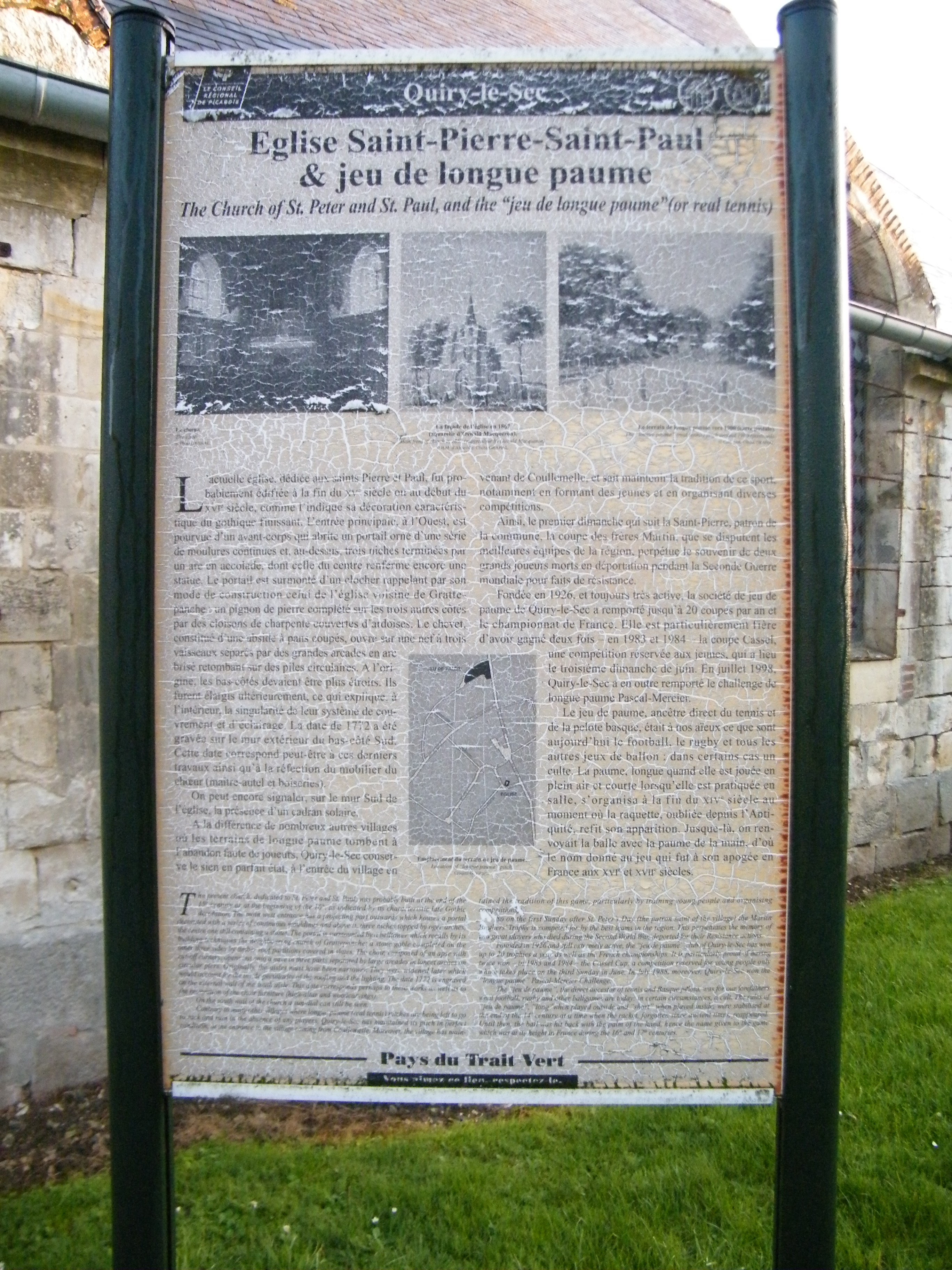
Histoire locale.
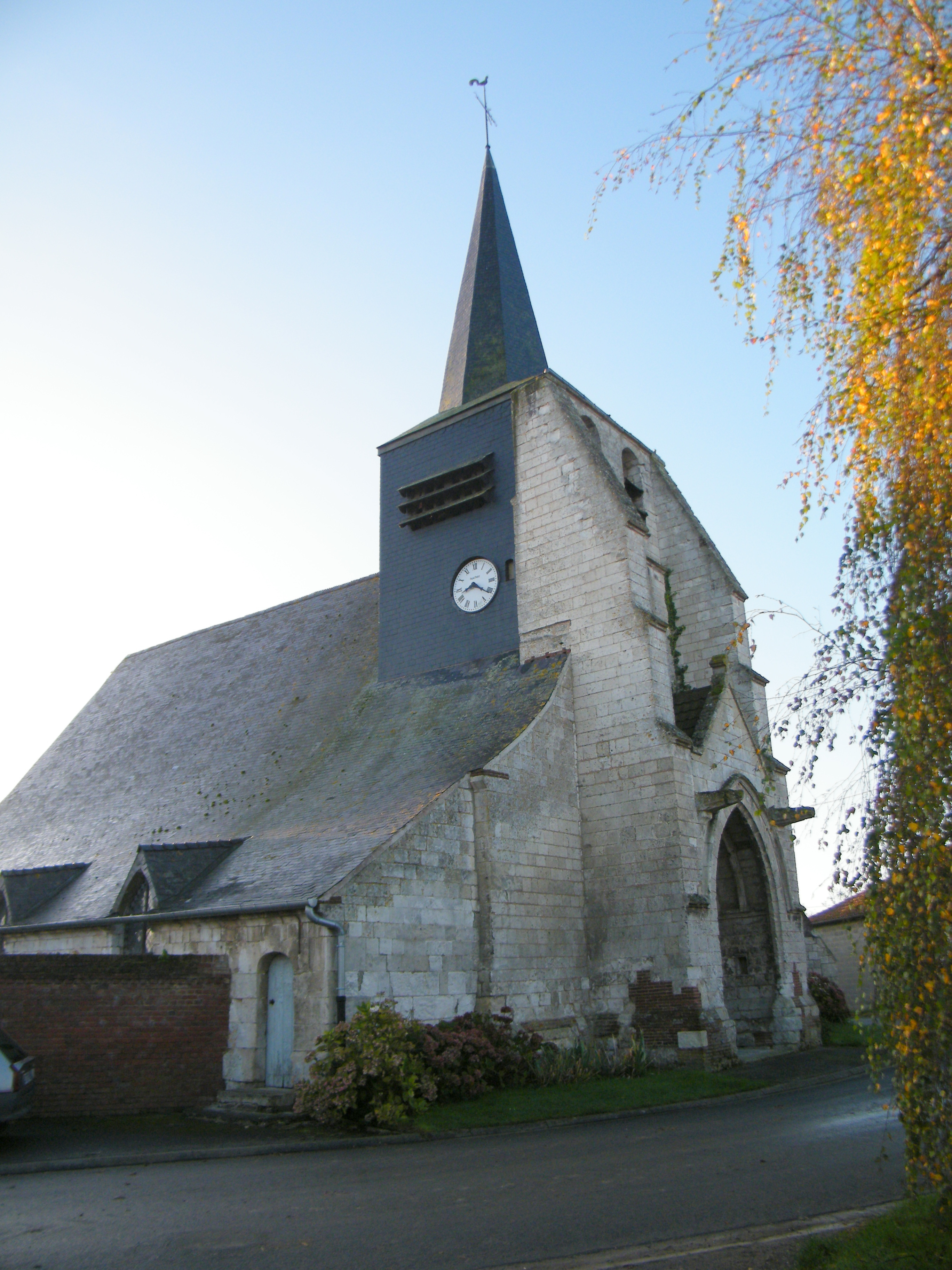
L'église Saint-Pierre-et-Saint-Paul.
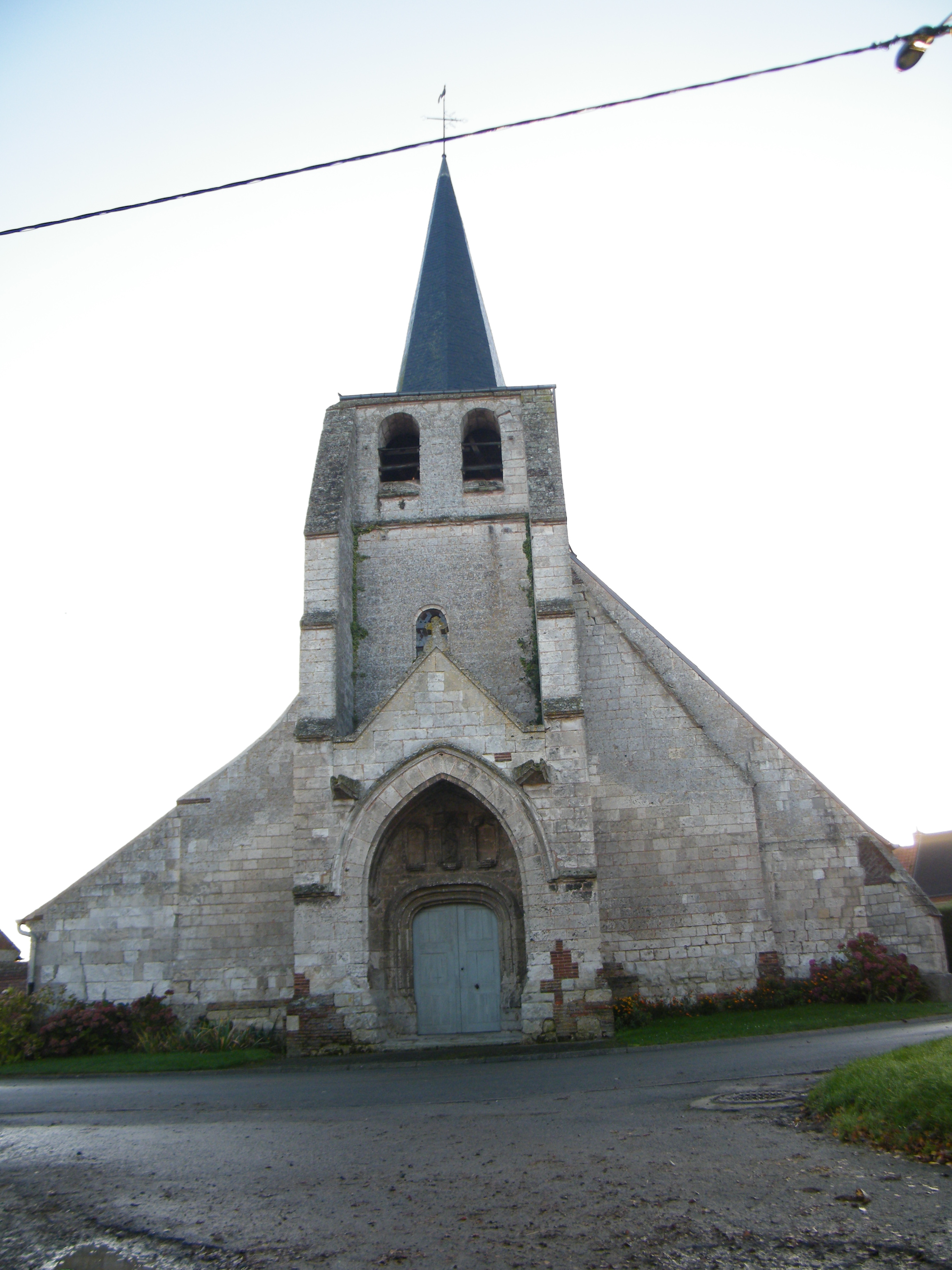
Façade de l'église.
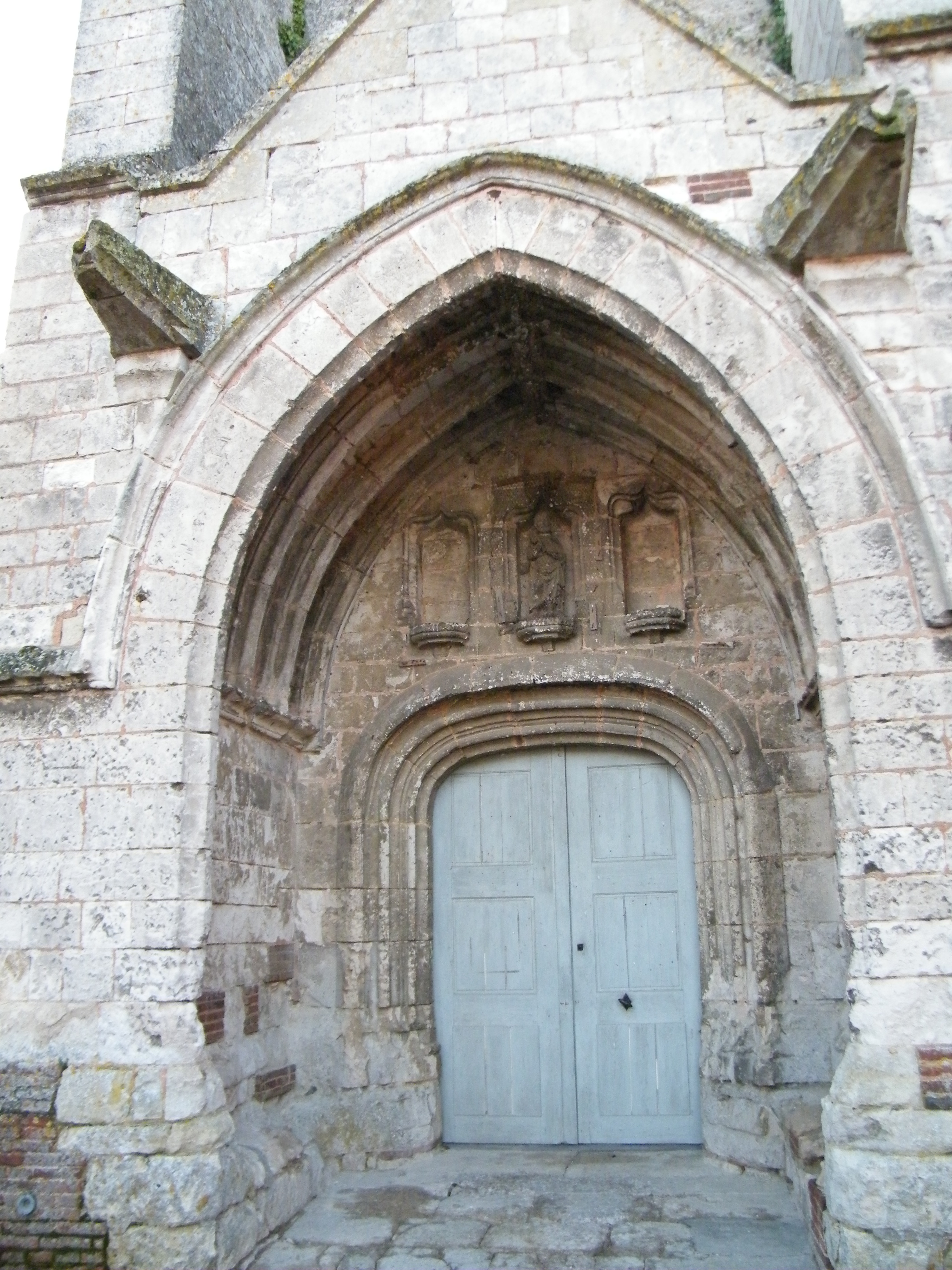
Détail du portail de l'église.

### Personnalités liées à la commune
- Charles Viollette (1823-1897), professeur et chimiste.